# Декарт
 Тази статия е за града във Франция.  За френския математик, физик и философ вижте Рене Декарт.  
Дека̀рт (на френски: Descartes) е малък град в централна Франция, в департамента Ендър е Лоар. Първоначално градът се е наричал Ла Е ен Турен (La Haye en Touraine). През 1596 г. там се ражда философът Рене Декарт (1596–1650). В негова чест през 1802 г. градът е преименуван на Ла Е Декарт (La Haye-Descartes) и на Декарт през 1969 г. Населението му е 3841 жители по данни от преброяването през 2007 г.

## Личности
Писателят Рене Боалесв и композиторът Рене дьо Бюксьой също са родени в Декарт.